# 1989 EX
1989 EX är en asteroid i huvudbältet som upptäcktes den 8 mars 1989 av de båda japanska astronomerna Tsutomu Hioki och Nobuhiro Kawasato i Okutama.